# 北野幸伯
北野 幸伯（きたの よしのり、1970年 - ）は、国際関係の研究者。
モスクワ国際関係大学国際関係学部卒業。メールマガジン『RPE（ロシア政治経済ジャーナル）』を発行。ロシア連邦・モスクワ在住の日本人として執筆活動を行ってきた。2018年11月時点でネット規制の加速や将来的な息子の徴兵や出兵などのリスクを感じモスクワを離れ、現在は28年間モスクワ在住だった日本人として執筆活動を継続している。

## 人物・来歴
1970年、長野県松本市に生まれる。長野県松本深志高等学校を卒業後の1990年、19歳のときにソビエト連邦のモスクワに留学。その理由は、ミハイル・ゴルバチョフに憧れたからであった。ソビエト連邦外務省付属のモスクワ国際関係大学国際関係学部に入学。1996年に大学を卒業、修士となる。北野は、日本人としては初のモスクワ国際関係大学卒業生となる。
大学卒業後、カスピ海北西岸・カルムイク共和国（ロシア連邦を構成する一国）の大統領キルサン・イリュムジーノフの顧問をつとめる。北野は大統領に
- 「日本から最新の農業技術を持ってきて、カルムイク共和国を農業大国にする」
- 「観光資源としてチベット仏教を発展させ、日本の仏教界と結びつけることで仏教を大復興させる」
- 「日本企業を呼び込んで投資させる」

と話したという。
2003年、日本企業のロシア進出をアドバイスする会社『International Most Trading Ltd.』をザンツェフという人物（のちに病没）とともにを設立した。
2001年9月より、増田俊男が主宰編集する月刊誌「力の意志」（サンラ出版）で「グローバルアイ・ロシア」を連載。
2008年、日本語通訳者のロシア人女性と結婚。11年に長女、15年に長男が誕生している。
2018年11月、ロシアのインターネット規制が強化されたことにより生活に実害が出たこと、またロシアの過去と現状を分析した結果「ネット規制はさらに強化されていく」と予測したため、妻子を連れて日本に完全帰国した。

## 著書
- 『ボロボロになった覇権国家』2005年 風雲舎
- 『中国・ロシア同盟がアメリカを滅ぼす日』2007年 草思社
- 『隷属国家日本の岐路 - 今度は中国の天領になるのか？』2008年 ダイヤモンド社
- 『プーチン最後の聖戦 ロシア最強リーダーが企むアメリカ崩壊シナリオとは？』2012年 集英社インターナショナル
- 『日本自立のためのプーチン最強講座』2013年 集英社インターナショナル
- 『日本人の知らない「クレムリン・メソッド」- 世界を動かす11の原理』2014年 集英社インターナショナル
- 『中国に勝つ 日本の大戦略 プーチン流現実主義が日本を救う』2017年 扶桑社
- 『日本の生き筋 家族大切主義が日本を救う』2018年 扶桑社
- 『新日本人道 この世界の荒波を私たちはどう生きるか ロシア滞在28年で考えた日本復活への７つの指針』2020年 扶桑社
- 『日本の地政学 日本が戦勝国になる方法』2020年 扶桑社